# Okada Ryota
Ryota Okada (岡田亮太 Okada Ryōta, sinh ngày 9 tháng 9 năm 1988 ở Tokyo) là một cầu thủ bóng đá người Nhật Bản thi đấu cho Fukushima United FC.

## Thống kê câu lạc bộ
Cập nhật đến ngày 23 tháng 2 năm 2018.
| Thành tích câu lạc bộ | Thành tích câu lạc bộ | Thành tích câu lạc bộ | Giải vô địch | Giải vô địch | Cúp                   | Cúp                   | Tổng cộng | Tổng cộng |
| Mùa giải              | Câu lạc bộ            | Giải vô địch          | Số trận      | Bàn thắng    | Số trận               | Bàn thắng             | Số trận   | Bàn thắng |
| Nhật Bản              | Nhật Bản              | Nhật Bản              | Giải vô địch | Giải vô địch | Cúp Hoàng đế Nhật Bản | Cúp Hoàng đế Nhật Bản | Tổng cộng | Tổng cộng |
| --------------------- | --------------------- | --------------------- | ------------ | ------------ | --------------------- | --------------------- | --------- | --------- |
| 2011                  | Fukushima United FC   | JRL (Tohoku)          | 12           | 1            | 2                     | 0                     | 14        | 1         |
| 2012                  | Fukushima United FC   | JRL (Tohoku)          | 9            | 0            | 2                     | 0                     | 11        | 0         |
| 2013                  | Fukushima United FC   | JFL                   | 34           | 0            | 2                     | 0                     | 36        | 0         |
| 2014                  | Fukushima United FC   | J3 League             | 17           | 0            | 1                     | 0                     | 18        | 0         |
| 2015                  | Fukushima United FC   | J3 League             | 36           | 2            | 1                     | 0                     | 37        | 2         |
| 2016                  | Fukushima United FC   | J3 League             | 29           | 1            | 2                     | 0                     | 31        | 1         |
| 2017                  | Fukushima United FC   | J3 League             | 30           | 1            | –                     | –                     | 30        | 1         |
| Tổng cộng sự nghiệp   | Tổng cộng sự nghiệp   | Tổng cộng sự nghiệp   | 167          | 5            | 10                    | 0                     | 177       | 5         |